# Kevin MacPhee
Kevin John MacPhee (Coeur d'Alene, 19 settembre 1980) è un giocatore di poker statunitense.

## Biografia
È il vincitore della World Series of Poker Europe 2015. Vanta, inoltre, un altro Braccialetto delle World Series of Poker, conquistato alle WSOP 2015 nell'evento $5.000 Turbo No Limit Hold'em. Ha conquistato anche un titolo dell'European Poker Tour 2010 a Berlino.